# Chevrolet Series AB National
 (juin 2022).
Si vous disposez d'ouvrages ou d'articles de référence ou si vous connaissez des sites web de qualité traitant du thème abordé ici, merci de compléter l'article en donnant les références utiles à sa vérifiabilité et en les liant à la section « Notes et références ».

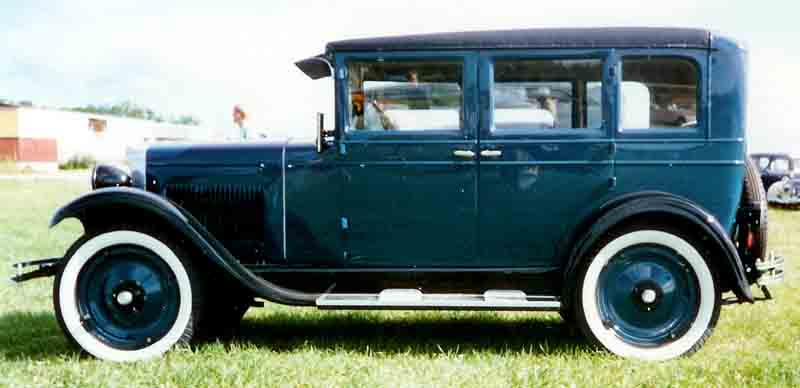
Chevrolet National AB 4 Portes Berline de 1928.

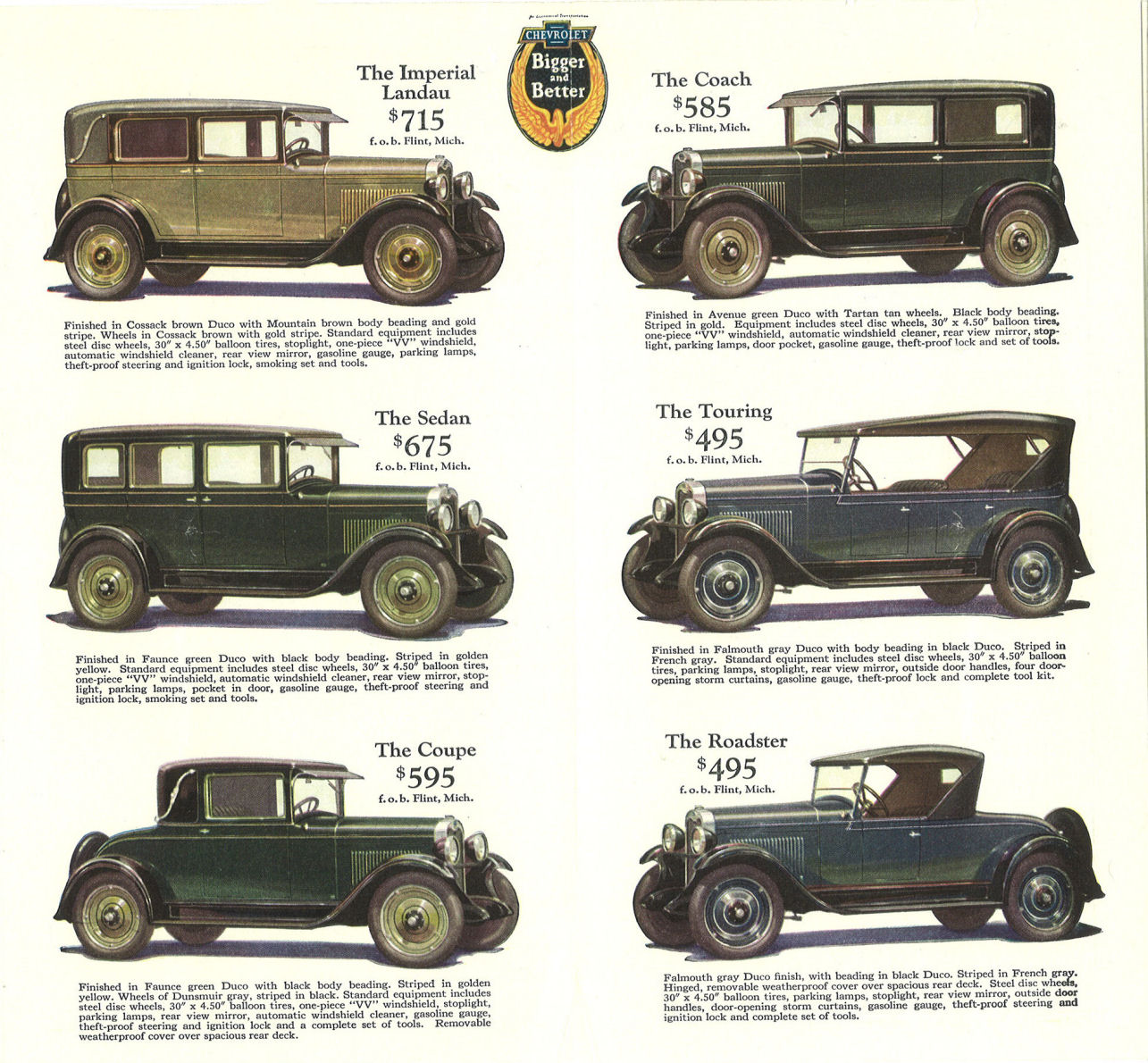
Extrait d'une brochure Chevrolet de 1928.

La Chevrolet Series AB National (ou Chevrolet National) est un véhicule américain fabriqué par Chevrolet en 1928 pour remplacer la Series AA Capitol de 1927. Plus de 750 000 de Series AB ont été fabriquées et commercialisées par Chevrolet avec neuf styles de carrosserie. Il s'agira du dernier modèle propulsé par un moteur à quatre cylindres avant la Chevrolet Chevy II de 1962.

## Caractéristique
Ressemblant de façon très similaire à la Series AA Capitol de 1927, l'empattement de la Series AB a été augmenté de 102 mm (2 718 mm). Le look mis à jour était l'un des premiers projets du studio Art & Color de GM.
La Series AB était propulsée par le vieux moteur à quatre cylindres de 2 800 cm3 de Chevrolet, mais avec des modifications mineures pour produire 35 ch (26 kW) à 2 200 tr/min. Le freinage aux quatre roues était désormais également prévu.